# Zadvorsko
Zadvorsko – wieś w Chorwacji, leżące w aglomeracji Zagrzebia. Według Centralnego Biura Statystycznego Chorwacji, 2011 roku miejscowość liczyła 1288 mieszkańców.